# 신안 당촌리 석장승
신안 당촌리 석장승은 전라남도 신안군 지도읍 당촌리에 있는 석장승이다. 2009년 12월 16일 신안군의 향토유적 제4호로 지정되었다.

## 개요
눈, 코, 입, 귀 등을 얕게 양각한 형태로 2개의 장승이 마주보는 형태이다.